# Ixa monodi
Ixa monodi (лат.) — вид короткохвостых десятиногих ракообразных (крабов) из семейства Leucosiidae (подсекция Heterotremata, секция Eubrachyura).

## Распространение
Средиземное море, Красное море. Предпочитает зарываться в песчаные мелкие прибрежные воды. Ixa monodi происходит из Красного моря и, вероятно, первоначально был идентифицирован как Ixa cylindrus биологом Dr. Theodore Monod в 1938 году из Суэцкого залива, но был описан только в 1956 году из образцов, собранных нидерландским карцинологом Липке Холтхёйс и Е. Готтлибом в 1955 году у юго-восточного побережья Турции у Mersin Bay. С тех пор он был обнаружен в морских границах таких стран как Израиль, Сирия и Египет, а также около греческого острова Родос.

## Описание
Мелкие ракообразные, длина тела около 5 см. Имеют поперечно-овальную форму головогруди, которая растянута в боковом направлении, образуя цилиндрический отросток с каждой стороны, покрытый бугорками. Лоб раздвоенный, орбиты глубокие и полностью нависают над глазами с тремя углублениями на их внешних краях. Задний край с двумя гранулезными бугорками. На дорсальной поверхности панциря имеются две продольные бороздки. Передние конечности с тонкими длинными клешнями. Панцирь бледно-красновато-оранжевого цвета с более интенсивно окрашенными гранулами, боковые отростки бледнее к концам, хелипеды с клешнями оранжевые, грудные конечности-переоподы бледно-оранжевые.
Встречается на песчаных или илистых грунтах на мелководье на глубине от 14 до 60 метров. Впервые он был описан в восточной части Средиземного моря, где это инвазивный вид, колонизировавший побережье Левантийского моря из нативного для него Красного моря в результате миграции из Красного моря через Суэцкий канал.

## Этимология
Ixa monodi назван в честь доктора Теодора Моно (Dr. Theodore Monod), который был директором Французского института Африки в Дакаре (Сенегал), поскольку он был первым учёным, опубликовавшим иллюстрацию этого вида. Образец, собранный Холтхёйсом и Готтлибом в заливе Мерсин в 1955 году, является голотипом Ixa monodi и хранился в коллекции Rijksmuseum van Natuurlijke Historie в Лейдене.